# عبد العزيز الكعبي
عبد العزيز سالم علي الكعبي (مواليد 12 أغسطس 1998، لاعب كرة قدم إماراتي يجيد اللعب في الظهير الأيسر مع نادي كلباء الإماراتي.

## مسيرة اللاعب
كان يلعب مع نادي دبي وبعد دمج أندية الأهلي و نادي الشباب ونادي دبي تحت مسمى نادي شباب الأهلي تم ضمه إلى نادي شباب الأهلي و لعب بعدها مع نادي الشارقة, و نادي النصر ونادي كلباء.